# Petit-duc de Simalur
Otus umbra
Espèce
Synonymes
- Pisorhina umbra Richmond, 1903
(protonyme)

Statut de conservation UICN

 LC  : Préoccupation mineure
Statut CITES
Le Petit-duc de Simalur (Otus umbra) est une espèce d'oiseaux de la famille des Strigidae.

## Répartition
Cette espèce est endémique de l'île de Simeulue, en Indonésie.